# Camp Bastion
Camp Bastion er en afghansk militærlejr i Helmand-provinsen i Afghanistan. Den er tidligere blevet brugt af danske, engelske og amerikanske soldater, under krigen i Afghanistan.